# Abbas Zandi

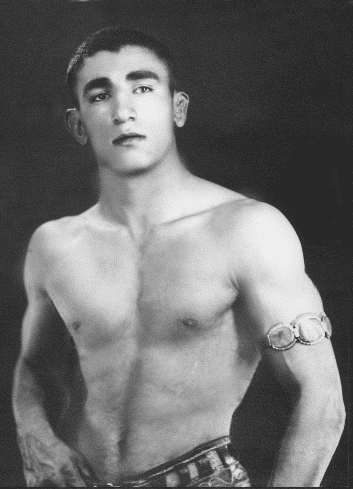
Abbas Zandi

Abbas Zandi (* 3. Juni 1930 in Teheran; † 30. Oktober 2017 ebenda) war ein iranischer Ringer des Freistils.
Bei der Weltmeisterschaft 1954 errang er den Weltmeistertitel.

## Erfolge
- 1951, 4. Platz, WM in Helsinki (bis 87 kg), hinter Yaşar Doğu, Türkei, Viking Palm, Schweden, und Max Leichter, Deutschland, und vor Paavo Sepponen, Finnland
- 1952, 5. Platz, OS in Helsinki (bis 87 kg), hinter Viking Palm, Henry Wittenberg, USA, Adil Atan, Türkei, August Englas, Sowjetunion, und vor Jacob Louis Theron, Südafrika
- 1954, Gold, WM in Tokio (bis 79 kg), vor Ismet Atli, Türkei, Kazuo Katsuramoto, Japan, und Wenzel Hubel, USA
- 1958, Gold, Asien-Spiele in Tokio (über 87 kg), vor Nazir, Pakistan, und Mitsuhiro Ohira, Japan

## Einzelnachweis
1. ↑  Former Iran wrestler Zandi passes away

| Personendaten    | Personendaten     |
| ---------------- | ----------------- |
| NAME             | Zandi, Abbas      |
| KURZBESCHREIBUNG | iranischer Ringer |
| GEBURTSDATUM     | 3. Juni 1930      |
| GEBURTSORT       | Teheran           |
| STERBEDATUM      | 30. Oktober 2017  |
| STERBEORT        | Teheran           |